# The M+M's Tour
The M+M's Tour (ook wel bekend onder de naam House of Blues Tour) was een promotie tour van Britney Spears. Het was een korte tour, met maar 6 shows in nachtclubs in de Verenigde Staten. Het was de eerste tour sinds The Onyx Hotel Tour, 3 jaar daarvoor.

## Achtergrond
Op 2 mei plaatste de San Diego Union Tribune op de voorpagina een artikel waarop stond dat er 'iemand' op zou gaan treden op verschillende locaties van The House of Bleus, onder de naam M+M's Tour- volgens geruchten Mom (Spears is moeder van twee zoons) en Ms. (omdat Spears net gescheiden was van Kevin Federline).
Tijdens de opening zong Spears een verkorte versie van "...Baby One More Time", gekleed in witte go-go laarzen, een wit mini rokje en een glitterende roze bikini top. Daarna kwam er een korte versie van "I'm a Slave 4 U", gevolgd door "Breathe on Me",  tijdens Breathe on Me was Spears verloofd met een stoel, waarna ze ze een quasi-willekeurige man uit het publiek trok. Daarna was er een interlude, voor een nieuwe outfit, wederom een mini rokje, roze top, zong ze "Do Somethin'". Het laatste lied was haar laatste grote hit Toxic. Het concert eindigde plotseling, waarna Spears zei: "Thank you so much. These are my dancers", waarna ze van het podium afging.
Haar laatste echte concert en optreden was in Dublin, Ierland in juni 2004, dat ze verplicht moest afzeggen omdat ze haar knie had geblesseerd op de set van de videoclip Outrageous.

## Opening acts
- Frankie J
- DJ Kid Lightning

## Setlist
1. "...Baby One More Time"
2. "I'm a Slave 4 U"
3. "Breathe on Me"
4. "Do Somethin'"
5. "Toxic"

## Tourschema
| Noord-Amerika |                |                  |                   |
| 1 mei 2007    | San Diego      | Verenigde Staten | House of Bleus    |
| 2 mei 2007    | Anaheim        | Verenigde Staten | House of Bleus    |
| 3 mei 2007    | West Hollywood | Verenigde Staten | House of Bleus    |
| 6 mei 2007    | Las Vegas      | Verenigde Staten | House of Bleus    |
| 19 mei 2007   | Orlando        | Verenigde Staten | House of Bleus    |
| 20 mei 2007   | Miami          | Verenigde Staten | Mansion Nightclub |